# Vela nos Jogos Olímpicos de Verão de 1908
As competições da vela nos Jogos Olímpicos de Verão de 1908 foram disputadas entre os dias 27 de julho e 12 de agosto. Antes aberta para um total de cinco classes, apenas quatro eventos foram disputados: três deles no mar de Solent, e um no rio Clyde.

## Local
Em 1907, durante a Conferência de Haia do Comitê Olímpico Internacional, Ryde na Ilha de Wight foi nomeada para sediar as regatas de vela, para todas as classes. No entanto, quando havia apenas duas inscrições britânicas para as partidas da classe 12 Metre, e ambos os iates estavam localizados no Estuário de Clyde, foi tomada a decisão de usar Hunters Quay como segundo local.
As seguintes áreas de percurso foram usadas durante as regatas olímpicas de 1908:

## Participantes

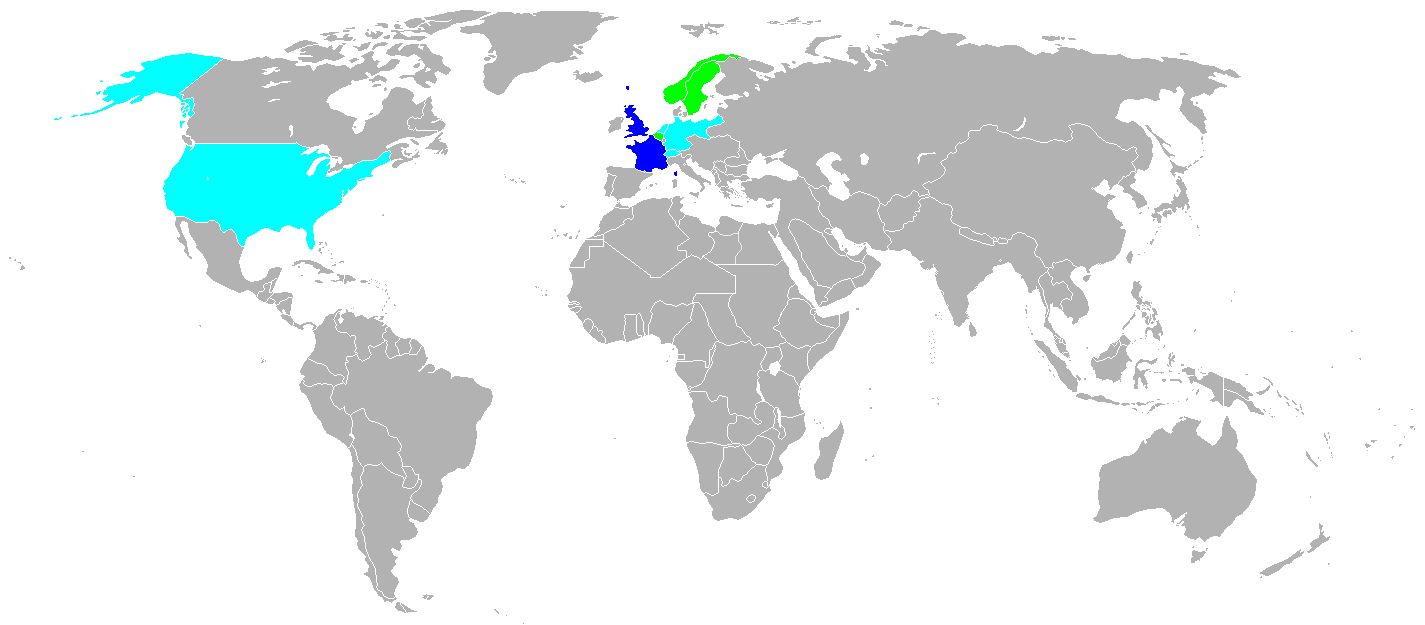
Países participantes da vela nos Jogos Olímpicos de 1908.
Países que participaram pela primeira vez.
Países que já participaram em 1900.
Países que participaram em 1900 mas não participaram em 1908.

Foi permitido um máximo de dois barcos por país por classe:
- BEL Bélgica
- FRA França
- GBR Grã-Bretanha
- NOR Noruega
- SWE Suécia

## Calendário
| ● | Competições desportivas | ● | Finais |

| Data                      | Julho  | Julho  | Julho  | Julho  | Julho  | Agosto | Agosto | Agosto | Agosto | Agosto | Agosto | Agosto | Agosto | Agosto | Agosto | Agosto | Agosto |
| Data                      | 27 Seg | 28 Ter | 29 Qua | 30 Qui | 31 Sex | 1 Sáb  | 2 Dom  | 3 Seg  | 4 Ter  | 5 Qua  | 6 Qui  | 7 Sex  | 8 Sáb  | 9 Dom  | 10 Seg | 11 Ter | 12 Qua |
| ------------------------- | ------ | ------ | ------ | ------ | ------ | ------ | ------ | ------ | ------ | ------ | ------ | ------ | ------ | ------ | ------ | ------ | ------ |
| Vela                      | ●      | ●      | ●      |        |        |        |        |        |        |        |        |        |        |        |        | ●      | ●      |
| Total de medalhas de ouro |        |        | 3      |        |        |        |        |        |        |        |        |        |        |        |        |        | 1      |

## Eventos
Embora seja uma das atividades esportivas organizadas mais antigas, a vela no início do século XX não era uniformemente organizado. Isso teve muito a ver com as tradições nacionais, bem como com o fato de que não havia tipos de barcos padronizados com instruções de construção e medidas uniformes. A forma de um barco, especificamente seu comprimento, seu peso e sua área de navegação, são os principais parâmetros que determinam a velocidade do barco. Várias iniciativas foram iniciadas para criar uma fórmula que permitisse que os barcos corressem entre si sem ter que calcular o resultado final. Mas os diferentes países inicialmente não chegaram a um acordo sobre um sistema internacional. Na edição dos Jogos de 1900, ficou claro que a vela não estava pronta para competições internacionais e algo precisava ser feito.
Em 1906, foram organizadas reuniões internacionais para resolver o problema. Finalmente, em Paris, em outubro de 1907, foi ratificada a primeira Regra Internacional. Os delegados desta reunião formaram a International Yacht Racing Union (IYRU), a precursora da atual Federação Internacional de Vela (ISAF).
| Classe   | Tipo     | Local        | N.º de equipes | Primeira exibição |
| -------- | -------- | ------------ | -------------- | ----------------- |
| 6 Metre  | keelboat | Ryde         | 3              | 1908              |
| 7 Metre  | keelboat | Ryde         | 4              | 1908              |
| 8 Metre  | keelboat | Ryde         | 5              | 1908              |
| 12 Metre | keelboat | Hunters Quay | 10             | 1908              |
| 15 Metre | keelboat | cancelado    | cancelado      | cancelado         |

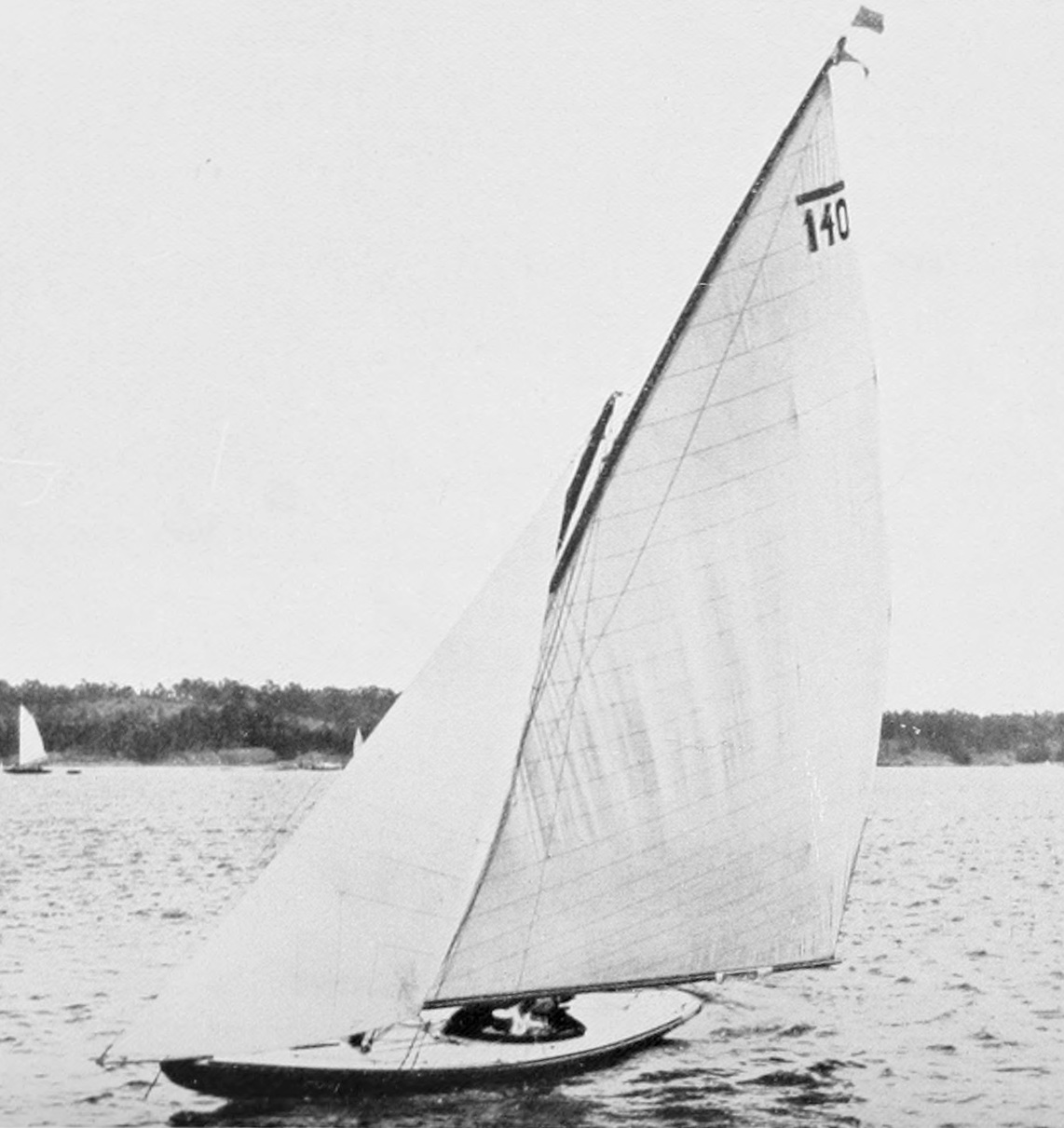
Nurdug, 6 Metre
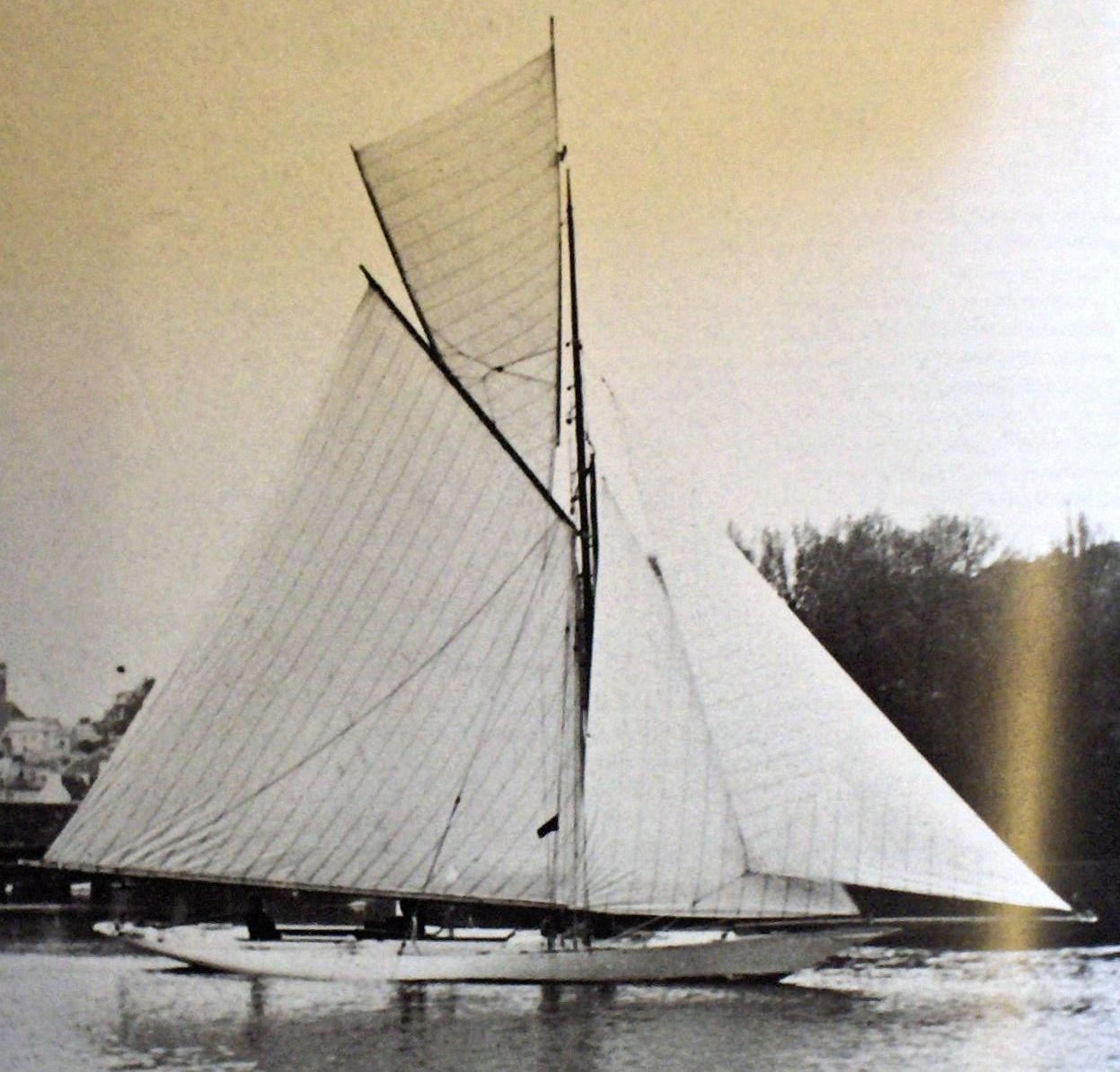
Blue Bird, 7 Metre
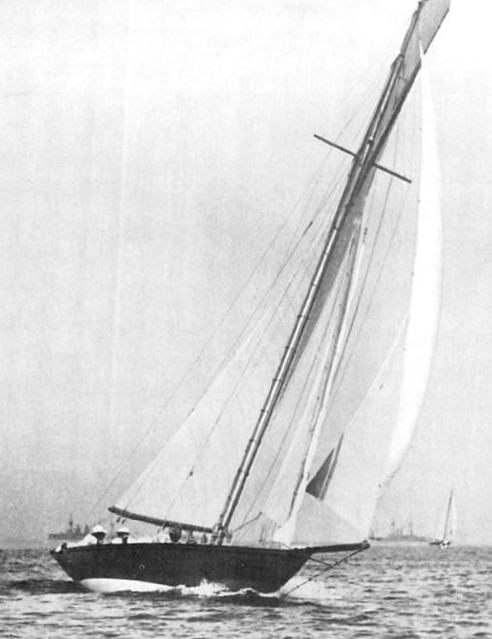
Cobweb, 8 Metre
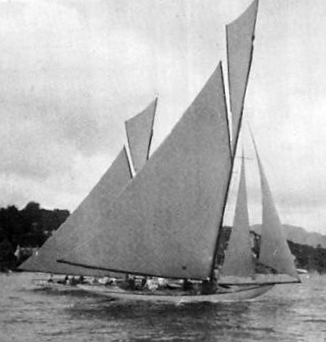
Hera and Mouchette, 12 Metre

## Medalhistas
| Evento            | Ouro | Prata | Bronze |
| ----------------- | --- | --- | --- |
| 6 Metre detalhes  | Gilbert Laws Thomas McMeekin Charles Crichton GBR Grã-Bretanha                                                                                                 | Léon Huybrechts Louis Huybrechts Henri Weewauters BEL Bélgica | Henri Arthus Louis Potheau Pierre Rabot FRA França                                                               |
| 7 Metre detalhes  | Charles Rivett-Carnac Norman Bingley Richard Dixon Frances Rivett-Carnac GBR Grã-Bretanha                                                                      | nenhum | nenhum |
| 8 Metre detalhes  | Blair Cochrane Charles Campbell John Rhodes Henry Sutton Arthur Wood GBR Grã-Bretanha                                                                          | Carl Hellström Edmund Thormählen Eric Sandberg Erik Wallerius Harald Wallin SWE Suécia                                                                                            | Philip Hunloke Alfred Hughes Frederick Hughes George Ratsey William Dudley Ward Constance Lewes GBR Grã-Bretanha |
| 12 Metre detalhes | Thomas Glen-Coats John Downes John Aspin John Buchanan James Clark Bunten Arthur Downes David Dunlop John Mackenzie Albert Martin Gerald Tait GBR Grã-Bretanha | Charles MacIver J. Graham Kenion John Adam James Baxter William Davidson John Jellico Thomas Littledale Charles R. MacIver Charles Macleod-Robertson John Spence GBR Grã-Bretanha | nenhum |

## Quadro de medalhas
| Ordem | País             | Medalha de ouro | Medalha de prata | Medalha de bronze |   | Ordem por total |
| ----- | ---------------- | --------------- | ---------------- | ----------------- | - | --------------- |
| 1     | GBR Grã-Bretanha | 4               | 1                | 1                 | 6 | 1               |
| 2     | BEL Bélgica      |                 | 1                |                   | 1 | 2               |
| 2     | SWE Suécia       |                 | 1                |                   | 1 | 2               |
| 4     | FRA França       |                 |                  | 1                 | 1 | 2               |
| TOTAL | TOTAL            | 4               | 3                | 2                 | 9 | —               |